# Альфа-токсин Clostridium perfringens
Альфа-токсин Clostridium perfringens — это токсин, продуцируемый бактерией Clostridium perfringens (C. perfringens), и он отвечает за газовую гангрену и мионекроз в инфицированных тканях. Токсин также обладает гемолитической активностью.

## Клиническое значение
Было показано, что этот токсин является ключевым фактором вирулентности при инфицировании C. perfringens; без этого токсина бактерия не может вызвать болезнь. Кроме того, вакцинация против токсоида альфа-токсина защищает мышей от газовой гангрены C. perfringens. В результате знание функции этого конкретного белка значительно помогает понять мионекроз.

## Структура и гомология
Альфа-токсин имеет поразительное сходство с токсинами, вырабатываемыми другими бактериями, а также с природными ферментами. Существует значительная гомология с ферментами фосфолипазы C из Bacillus cereus, C. bifermentans и Listeria monocytogenes. С-концевой домен проявляет сходство с небактериальными ферментами, такими как липаза поджелудочной железы, липоксигеназа сои и синаптотагмин I.
Альфа-токсин — это металлофосфолипаза цинка, для активации которой необходим цинк. Во-первых, токсин связывается с участком связывания на поверхности клетки. С-концевой С2-подобный домен PLAT связывает кальций и позволяет токсину связываться с головными группами фосфолипидов на поверхности клетки. С-концевой домен входит в бислой фосфолипидов. N-концевой домен обладает фосфолипазной активностью. Это свойство позволяет гидролизовать фосфолипиды, такие как фосфатидилхолин, имитируя эндогенную фосфолипазу С. При гидролизе фосфатидилхолина образуется диацилглицерин, который активирует различные пути вторичного мессенджера. Конечный результат включает активацию пути арахидоновой кислоты и продукцию тромбоксана А2, продукцию IL-8, фактора активации тромбоцитов и нескольких молекул межклеточной адгезии. Эти действия в совокупности вызывают отек из-за повышенной проницаемости сосудов.